# Upper Lambourn
Upper Lambourn – wieś w Anglii, w hrabstwie ceremonialnym Berkshire, w dystrykcie (unitary authority) West Berkshire. Leży 41 km na zachód od centrum miasta Reading i 99 km na zachód od centrum Londynu.